# Dundas (Minnesota)
Pour les articles homonymes, voir Dundas.
Dundas est une ville américaine située dans le Comté de Rice, dans le Minnesota. Selon le recensement de 2020, sa population est de 1 712 habitants.